# Akademie für die hebräische Sprache

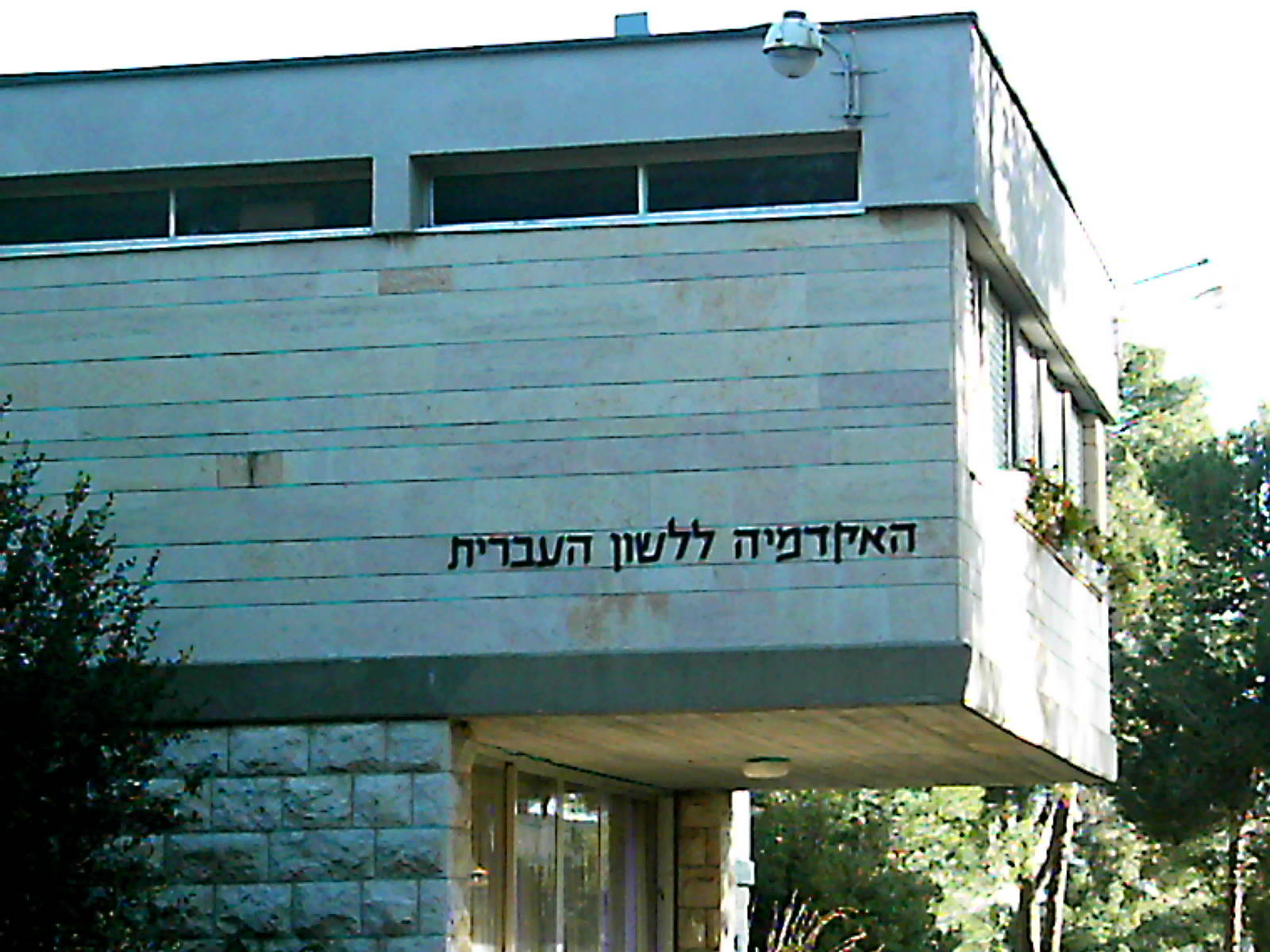
Hauptsitz der Akademie in Jerusalem, 2007

Die Akademie für die hebräische Sprache (hebräisch הָאָקָדֶמְיָה לַלָּשׁוֹן הָעִבְרִית Ha-'Aqademjah la-Lašōn ha-ʿIvrīṯ) wurde 1953 auf Beschluss der israelischen Regierung und unter führender Beteiligung von Tur-Sinai 1953 als die „oberste Institution für die Lehre der hebräischen Sprache“ in Jerusalem gegründet.

## Geschichte
Die Akademie ersetzte den 1890 von Eliezer Ben-Jehuda ins Leben gerufenen Rat der hebräischen Sprache (Waʿad ha-Laschon ha-ʿIvrit). Die Akademie ist zuständig für die Erschaffung neuer hebräischer Wörter, um mit der sich schnell ändernden Gesellschaft Schritt zu halten. Des Weiteren ist sie für die Regulierung der Schreibweise, der Grammatik und des Vokabulars von Veröffentlichungen der Regierung und der Erziehungseinrichtungen verantwortlich. Die Akademie hat 23 Mitglieder und 15 akademische Berater (Stand 2008). Die Mitglieder sind Linguisten, Judaisten, Orientalisten, Schriftsteller und Übersetzer.
Obwohl die Aufgabe der Organisation unter anderem in der Erschaffung neuer Wörter aus hebräischen Wurzeln und Strukturen besteht, enthält ihr eigener Name ein Lehnwort – akademjah.
Die Akademie veröffentlicht in unregelmäßigen Abständen eine Broschüre unter dem Titel אקדם, in welcher sie über neue Sprachschöpfungen, Fachvokabular und Historisches berichtet.
Das erste deutsche Ehrenmitglied der Akademie ist seit Oktober 2016 Stefan Schorch, Professor für Bibelwissenschaften an der Martin-Luther-Universität Halle-Wittenberg.

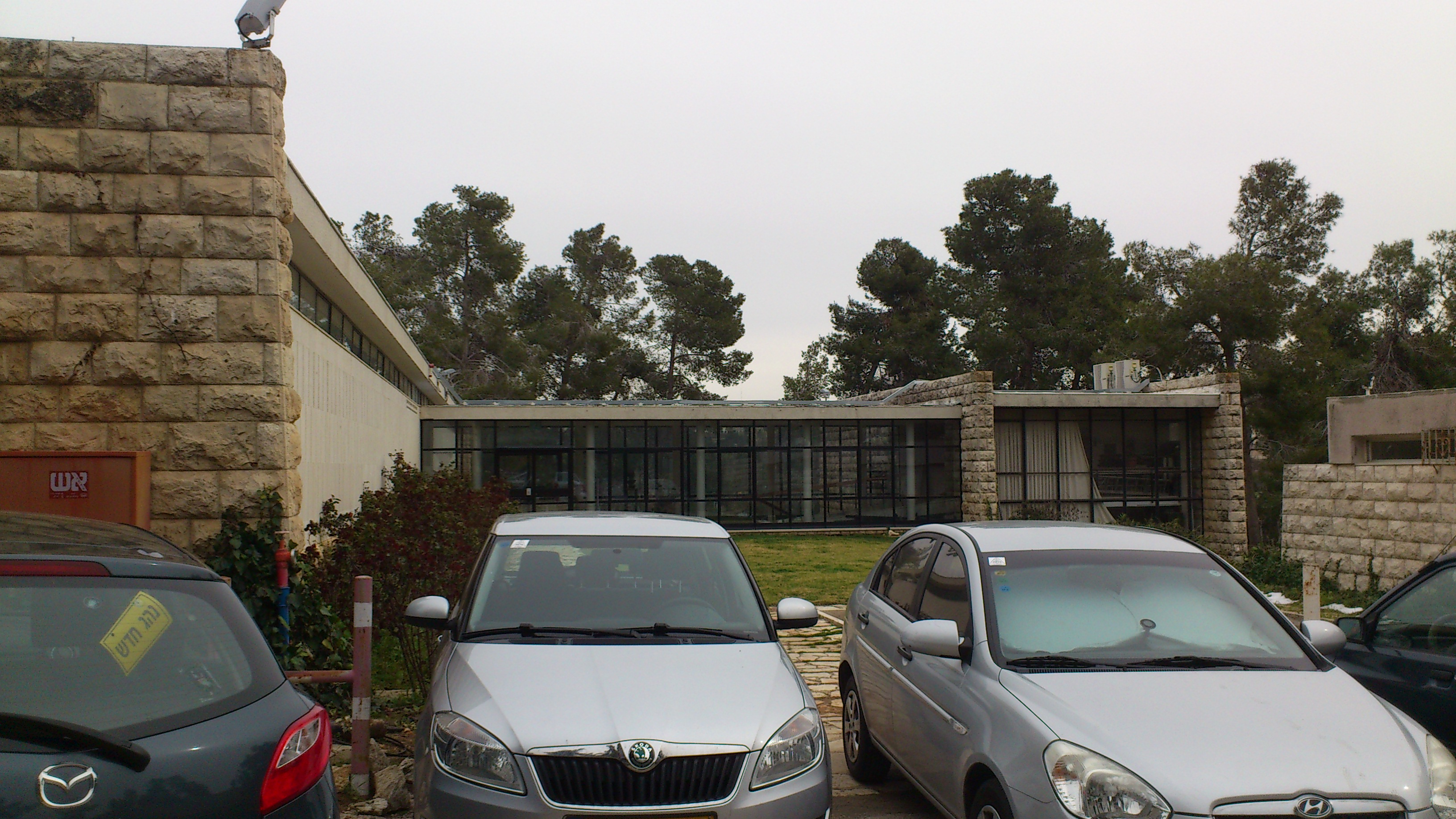
Binjan Salzmann, 2015

## Gebäude
Erstes eigenes Domizil der Akademie war der Binjan Salzmann (בִּנְיַן זַלְצְמַן, 1956–1959 von Leʾah Atias [לֵאָה אָטִיאָס] und Aharon Kaschtan [אַהֲרֹן קָשְׁטָן], benannt nach den Mäzenen Malkah und Simchah Se'ev Salzmann) auf dem Campus Givʿat Ram der Hebräischen Universität. Im Jahre 1973 wurde gleich nebenan als Erweiterung die Jad Eliʿeser Ben Jehudah als Gedenkstätte für den Namensgeber eingeweiht. Im Garten zwischen beiden Gebäuden befindet sich ein Mosaikboden aus der antiken Synagoge in Bet Scheʾan, der mit Erlaubnis der Antikenbehörde dorthin versetzt wurde.